# Mar-Thoma-Kirche
Die Mar-Thoma-Kirche (offizieller Name: Malankara Mar Thoma Syrian Church, Malayalam മലങ്കര മാർ‌ത്തോമ്മാ സുറിയാനി സഭ Malaṅkara Mār‌ttēām'mā Suṟiyāni Sabha) entstand, als sich zur Zeit der britischen Kolonialherrschaft in Indien reformatorische Ideen unter den Thomaschristen verbreiteten. 

## Beschreibung
Sie ist eine vormals altorientalische Kirche mit reformiertem westsyrischen Ritus in Glaubens- und Kommuniongemeinschaft mit der Anglikanischen Kirche und den Altkatholischen Kirchen der Utrechter Union. Kirchenoberhaupt ist seit 2020 der Metropolit Theodosius Mar Thoma. Sie hat ungefähr 900.000 Mitglieder in 12 Diözesen, überwiegend in Kerala in Südindien.
Die Kirchenverfassung entspricht der der Anglikanischen Kirche. Die Bischöfe werden von einer Kirchenversammlung (Prathinidhi Mandalam) gewählt, in der zu zwei Dritteln Laien vertreten sind, und von einer Episkopalsynode unter Leitung des Metropoliten ernannt. Die Kirchenversammlung ist die gesetzgebende Körperschaft, die Verwaltung untersteht einem Senat (Sabha Council), dem der Metropolit und der Generalvikar von Amts wegen und gewählte Vertreter der Kirchenversammlung angehören. Die Bischofssynode ernennt die Priester und kann neue Diözesen schaffen. Beschlüsse der Kirchenversammlung bedürfen der Zustimmung der Synode, um Gesetzeskraft zu erlangen.
1952 spaltete sich die St. Thomas Evangelical Church of India, die noch stärker protestantisch orientiert ist, von der Mar-Thoma-Kirche ab.

## Metropoliten
- 1637–1670: Mar Thoma I.
- 1670–1686: Mar Thoma II.
- 1686–1688: Mar Thoma III.
- 1688–1728: Mar Thoma IV.
- 1728–1765: Mar Thoma V.
- 1765–1808: Mar Thoma VI.
- 1808–1809: Mar Thoma VII.
- 1809–1816: Mar Thoma VIII.
- 1816–1817: Mar Thoma IX.
- 1816–1816: Pulikottil Mar Dionysius
- 1816–1817: Mar Philoxenos II.
- 1817–1825: Punnathra Geevargis Mar Dionysius
- 1825–1852: Cheppattu Philipose Mar Dionysius
- 1852–1877: Matthaios Mar Athanasius
- 1877–1893: Thomas Mar Athanasius
- 1893–1910: Titus I. Mar Thoma
- 1910–1943: Titus II. Mar Thoma
- 1943–1947: Abraham Mar Thoma
- 1947–1976: Juhanon Mar Thoma
- 1976–1999: Alexander Mar Thoma
- 1999–2007: Philipose Mar Chrysostom Mar Thoma
- 2007–2020: Joseph Mar Thoma
- seit 2020: Theodosius Mar Thoma

## Bistümer
| Diözese                                 | Sitz                                   | Bischof                 | Pfarreien |
| --------------------------------------- | -------------------------------------- | ----------------------- | --------- |
| Adoor                                   | Indien, Adoor                          | Mathews Mar Seraphim    | 123       |
| Chengannur-Mavelikara                   | Indien, Chengannur                     | Euyakim Mar Coorilos    | 89        |
| Chennai-Bangalore                       | Indien, Chennai                        | Gregorios Mar Stephanos | 179       |
| Delhi                                   | Indien, Neu-Delhi                      | Zacharias Mar Aprem     | 88        |
| Kottarakara-Punalur                     | Indien, Kottayam                       | Thomas Mar Theethos     | 94        |
| Kottayam-Kochi                          | Indien, Kottayam                       | Thomas Mar Timotheos    | 117       |
| Kunnamkulam-Malabar                     | Indien, Calicut                        | Mathews Mar Makarios    | 82        |
| Malaysia-Australien-Singapur-Neuseeland |                                        | Gregorios Mar Stephanos | 27        |
| Mumbai                                  | Indien, Mumbai                         | Joseph Mar Ivanios      | 74        |
| Niranam-Maramon                         | Indien, Thiruvalla                     | Theodosius Mar Thoma    | 84        |
| Nordamerika-Europa                      | Vereinigte Staaten, Merrick (New York) | Abraham Mar Paulos      | 86        |
| Ranni-Nilackel                          | Indien, Ranni                          | Joseph Mar Barnabas     | 132       |
| Thiruvananthapuram-Kollam               | Indien, Trivandrum                     | Isaac Mar Philoxenos    | 150       |